# العلاقات الفنزويلية المصرية
العلاقات الفنزويلية المصرية هي العلاقات الثنائية التي تجمع بين فنزويلا ومصر.

## مقارنة بين البلدين
هذه مقارنة عامة ومرجعية للدولتين:
| وجه المقارنة                                              | فنزويلا                                  | مصر           |
| --------------------------------------------------------- | ---------------------------------------- | ------------- |
| المساحة (كم2)                                             | 916.45 ألف                               | 1.01 مليون    |
| عدد السكان (نسمة)                                         | 28.87 مليون                              | 94.80 مليون   |
| الكثافة السكانية (ن./كم²)                                 | 31.5                                     | 93.86         |
| العاصمة                                                   | كاراكاس                                  | القاهرة       |
| اللغة الرسمية                                             | اللغة الإسبانية، لغة الإشارة الفنزويلية ‏ | اللغة العربية |
| العملة                                                    | بوليفار فنزويلي                          | جنيه مصري     |
| الناتج المحلي الإجمالي (بليون دولار)                      | 482.36 مليار                             | 235.37 مليار  |
| الناتج المحلي الإجمالي (تعادل القوة الشرائية) بليون دولار |                                          | 998.67 مليار  |
| الناتج المحلي الإجمالي الاسمي للفرد دولار أمريكي          |                                          | 3.61 ألف      |
| الناتج المحلي الإجمالي للفرد دولار أمريكي                 |                                          |               |
| مؤشر التنمية البشرية                                      | 0.762                                    | 0.690         |
| رمز المكالمات الدولي                                      | +58                                      | +20           |
| رمز الإنترنت                                              | .ve                                      | .eg، .مصر     |
| المنطقة الزمنية                                           | 00                                       | ت ع م+02:00   |

## منظمات دولية مشتركة
يشترك البلدان في عضوية مجموعة من المنظمات الدولية، منها:
| علم المنظمة | اسم المنظمة                        | تاريخ انضمام فنزويلا | تاريخ انضمام مصر |
| ----------- | ---------------------------------- | -------------------- | ---------------- |
|             | يونسكو                             | 25 نوفمبر 1946       | 22 يناير 1947    |
|             | وكالة ضمان الاستثمار متعدد الأطراف | 9 مايو 1994          | 12 أبريل 1988    |
|             | الأمم المتحدة                      | 15 نوفمبر 1945       | 24 أكتوبر 1945   |
|             | الاتحاد البريدي العالمي            | ?                    | ?                |
|             | البنك الدولي للإنشاء والتعمير      | 30 ديسمبر 1946       | 27 ديسمبر 1945   |
|             | المنظمة الهيدروغرافية الدولية      | ?                    | 21 يونيو 1921    |
|             | الاتحاد الدولي للاتصالات           | 13 أغسطس 1920        | 9 ديسمبر 1876    |
|             | مؤسسة التمويل الدولية              | 28 ديسمبر 1956       | 20 يوليو 1956    |
|             | منظمة التجارة العالمية             | ?                    | 30 يونيو 1995    |
|             | منظمة الشرطة الجنائية الدولية      | ?                    | 7 سبتمبر 1923    |

## وصلات خارجية
- موقع وزارة الخارجية الفنزويلية
- موقع وزارة الخارجية المصرية

## إنظر أيضا
- قائمة بعثات دبلوماسية في فنزويلا